# Yacus (distrito)
O Distrito peruano de Yacus é um dos treze distritos que formam a Província de Huánuco, situada no Departamento de Huánuco, pertencente a Região Huánuco, na zona central do Peru.

## Transporte
O distrito de Yacus é servido pela seguinte rodovia: 
- HU-111, que liga a cidade de Jesús ao distrito de Quisqui
- PE-3N, que liga o distrito de La Oroya (Região de Junín) à Puerto Vado Grande (Fronteira Equador-Peru) no distrito de Ayabaca (Região de Piura) [2][3][4]